# 제임스 S. 셔먼
제임스 스쿨크래프트 셔먼(James Schoolcraft Sherman, 1855년 10월 24일 ~ 1912년 10월 30일)은 미국의 정치인으로 제27대 부통령 (1909년 ~ 1912년)이었다. 그는 또한 자신의 정치 경력의 대부분에서 공화당원이었다. 그는 정치로 자신의 전념을 옮기기 전에 법률을 실행하는 자신의 경력을 시작하였다. 자신의 초기 경력에서 그는 다양한 로펌들에서 일을 하면서 자신의 법률 실력들을 다양화하였다. 이 일은 그의 정치 경력 동안 후에 편리해진 많은 경험을 주었다. 그는 유티카의 시장이 되었을 때 겨우 29세였다. 그는 시초적으로 민주당 지지자였으나 후에 공화당으로 옮겼다.

## 어린 시절과 교육
뉴욕주 유티카에서 태어났다. 그의 부친 리처드 셔먼은 민주당의 신문 발행인으로 일하였으며 또한 통조림 제조 비지니스를 가지기도 하였다.
셔먼은 화이트스톤 신학교에서 자신의 초기 교육을 시작하였다. 1874년까지 그는 학교에서 자신의 전공들과 통하였다. 그러고나서 그는 해밀턴 대학교에 가입하였다. 대학 시절 동안 그는 토론 클럽의 회원이 되었다. 그는 위대한 토론자와 연사가 되는 데 증명하였다. 졸업한지 곧 셔먼은 로펌 쿠킹햄 앤드 마틴에서 직업을 찾았다.

## 경력
자신의 초기 경력에서 셔먼은 어떤 조직들을 위하여 일하였다. 이 조직들 중에는 그가 회장으로 임명되었던 유티카 신탁 예금 주식회사가 있었다. 그는 29세의 나이에 유티카의 시장이 되었다. 그는 이 시간 동안 공화당의 위대한 지지자였다.
1886년 그는 23 선거구의 연방 하원이 되었다. 그는 1890년 재선되었다. 자신의 정치 경력의 이 시간 동안 그는 많은 위원회들의 일원이었다. 그는 산업 예술, 대외 상거래와 다른 것들 중에 사법 위원회의 일원이었다.
1895년 그는 공화당 주립 전당 대회의 의장으로 임명되었다. 그는 연속적으로 두번째와 세번째 선거에서 이 직위를 유지하였다. 3번째 선거는 1908년에 있었다. 이 시간 동안 그는 1900년 연사 지위를 위한 자신의 행운을 시도하였다. 불행하게도 그의 상대 데이비드 헨더슨이 의장직을 얻었다.
1908년 미국 대통령 선거에서 셔먼은 공화당원으로서 부통령을 위한 후보였다. 그는 선거에서 이겨 부통령이 되었다. 그는 1909년 3월 4일 직무에 들어가 그러고나서 27대 부통령이 되었다.
권력에서 자신의 시간 동안 셔먼은 공명 정대하게 다스렸다. 그는 자신의 존엄과 차분한 기질로 칭찬을 받았다. 그에 관하여 더욱 사랑스러웠던 것은 그의 유머 감각이었다. 주립 전당 대회의 의장을 위한 이후의 선거에서 그는 시어도어 루스벨트에게 패하였다.
1912년 미국 대통령 선거를 위한 운동이 있던 동안 그는 윌리엄 하워드 태프트와 함께 노력하였다. 그들의 거대한 상대는 루스벨트에 의하여 이끌어진 진보당으로부터 왔다. 불행하게 셔먼의 건강은 이 시간 동안 쇠퇴하기 시작하였다. 선거가 끝나기 겨우 전에 그는 통과하였다.

## 개인 생활과 사망
1881년 셔먼은 뉴저지주 출신의 캐리 배브콕과 매듭을 지었으며 부부는 함께 3명의 아들을 두었다.
자신의 이후의 세월에 신장 문제를 겪은 셔먼은 1912년 10월 30일 57세의 나이에 마지막 숨을 거두었다.

## 같이 보기
- 1908년 미국 대통령 선거
- 1912년 미국 대통령 선거

## 역대 선거 결과
| 선거명      | 직책명                     | 대수 | 정당   | 득표율 | 득표수 (선거인단)   | 결과 | 당락                 |
| ----------- | -------------------------- | ---- | ------ | ------ | ------------------- | ---- | -------------------- |
| 1886년 선거 | 하원의원 (뉴욕 제23선거구) | 50대 | 공화당 | 49.25% | 15,914표            | 1위  | 뉴욕주 하원의원 당선 |
| 1888년 선거 | 하원의원 (뉴욕 제23선거구) | 51대 | 공화당 | 50.79% | 20,119표            | 1위  | 뉴욕주 하원의원 당선 |
| 1890년 선거 | 하원의원 (뉴욕 제23선거구) | 52대 | 공화당 | 48.69% | 14,933표            | 2위  | 낙선                 |
| 1892년 선거 | 하원의원 (뉴욕 제25선거구) | 53대 | 공화당 | 49.73% | 20,445표            | 1위  | 뉴욕주 하원의원 당선 |
| 1894년 선거 | 하원의원 (뉴욕 제25선거구) | 54대 | 공화당 | 56.17% | 22,371표            | 1위  | 뉴욕주 하원의원 당선 |
| 1896년 선거 | 하원의원 (뉴욕 제25선거구) | 55대 | 공화당 | 60.84% | 26,996표            | 1위  | 뉴욕주 하원의원 당선 |
| 1898년 선거 | 하원의원 (뉴욕 제25선거구) | 56대 | 공화당 | 52.77% | 22,368표            | 1위  | 뉴욕주 하원의원 당선 |
| 1900년 선거 | 하원의원 (뉴욕 제25선거구) | 57대 | 공화당 | 57.54% | 26,782표            | 1위  | 뉴욕주 하원의원 당선 |
| 1902년 선거 | 하원의원 (뉴욕 제27선거구) | 58대 | 공화당 | 52.35% | 21,743표            | 1위  | 뉴욕주 하원의원 당선 |
| 1904년 선거 | 하원의원 (뉴욕 제27선거구) | 59대 | 공화당 | 54.48% | 26,657표            | 1위  | 뉴욕주 하원의원 당선 |
| 1906년 선거 | 하원의원 (뉴욕 제27선거구) | 60대 | 공화당 | 53.32% | 24,057표            | 1위  | 뉴욕주 하원의원 당선 |
| 1908년 선거 | 미국의 부통령              | 27대 | 공화당 | 51.58% | 7,676,258표 (321명) | 1위  | 미국의 부통령 당선   |